# Auxey-Duresses
Auxey-Duresses é uma comuna francesa na região administrativa da Borgonha-Franco-Condado, no departamento de Côte-d'Or. Estende-se por uma área de 10,97 km². Em 2010 a comuna tinha 312 habitantes (densidade: 28,4 hab./km²).